# Metopeurum borystenicum
Metopeurum borystenicum är en insektsart. Metopeurum borystenicum ingår i släktet Metopeurum och familjen långrörsbladlöss. Inga underarter finns listade i Catalogue of Life.